# Congonhas
Congonhas je brazilské město ve spolkovém státě Minas Gerais. Nachází se 90 km jižně od města Belo Horizonte. Nejvýznamnější a nejznámější budovou ve městě je zdejší rokokový svatostánek Bom Jesus, který je od roku 1985 zapsán na seznamu světového dědictví UNESCO.

## Fotogalerie

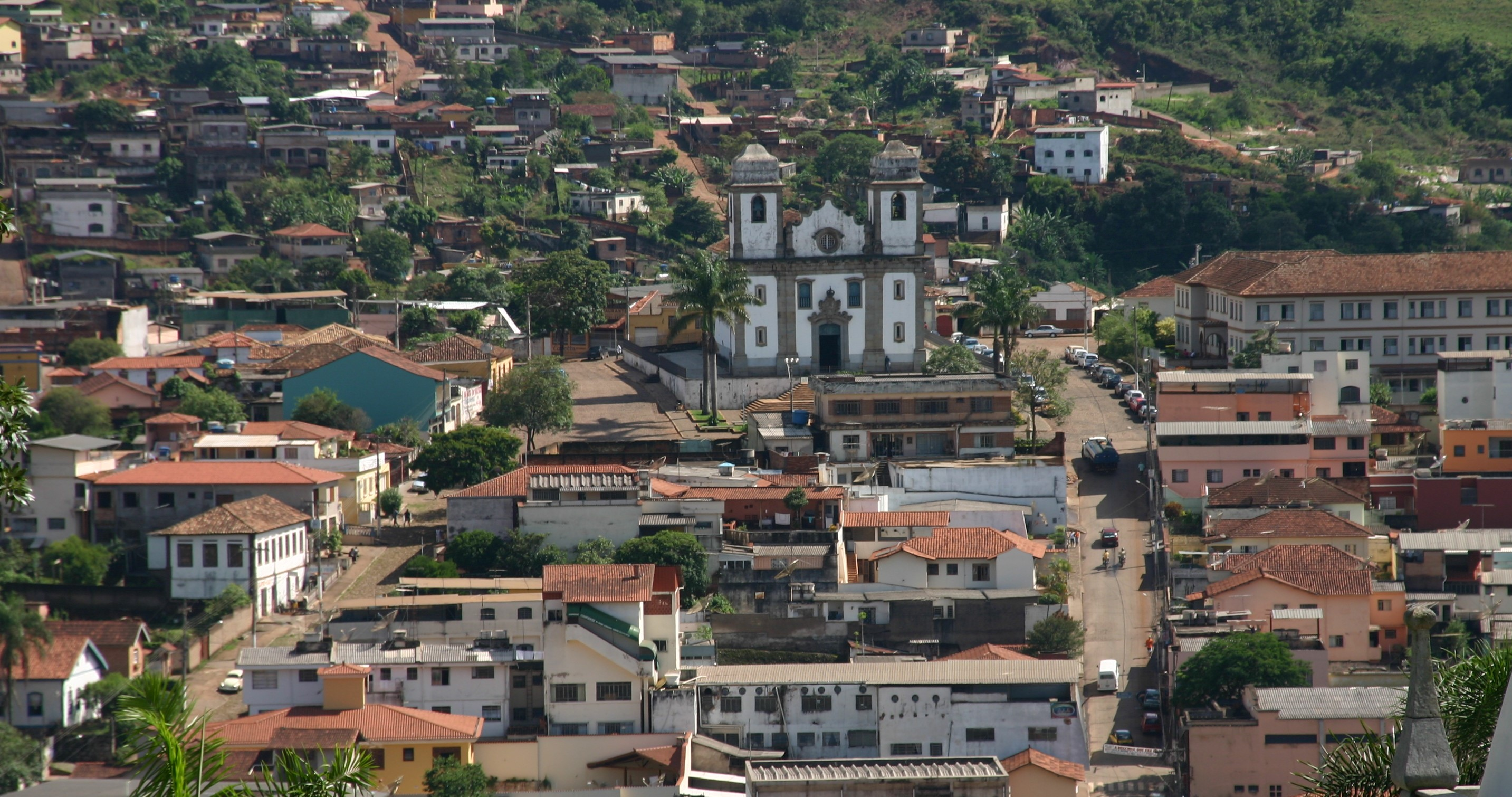
historické centrum
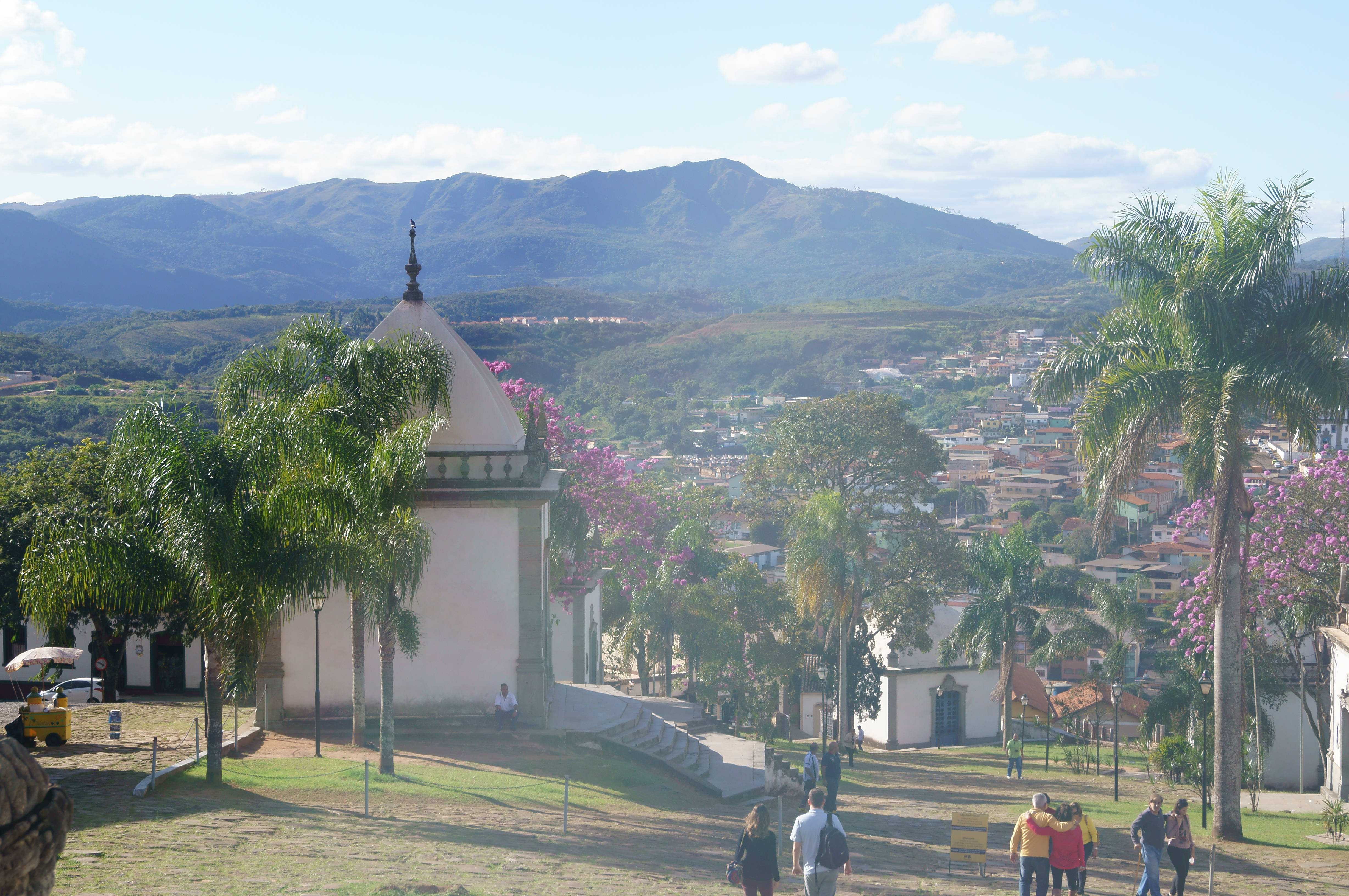
pohled na městskou zástavbu
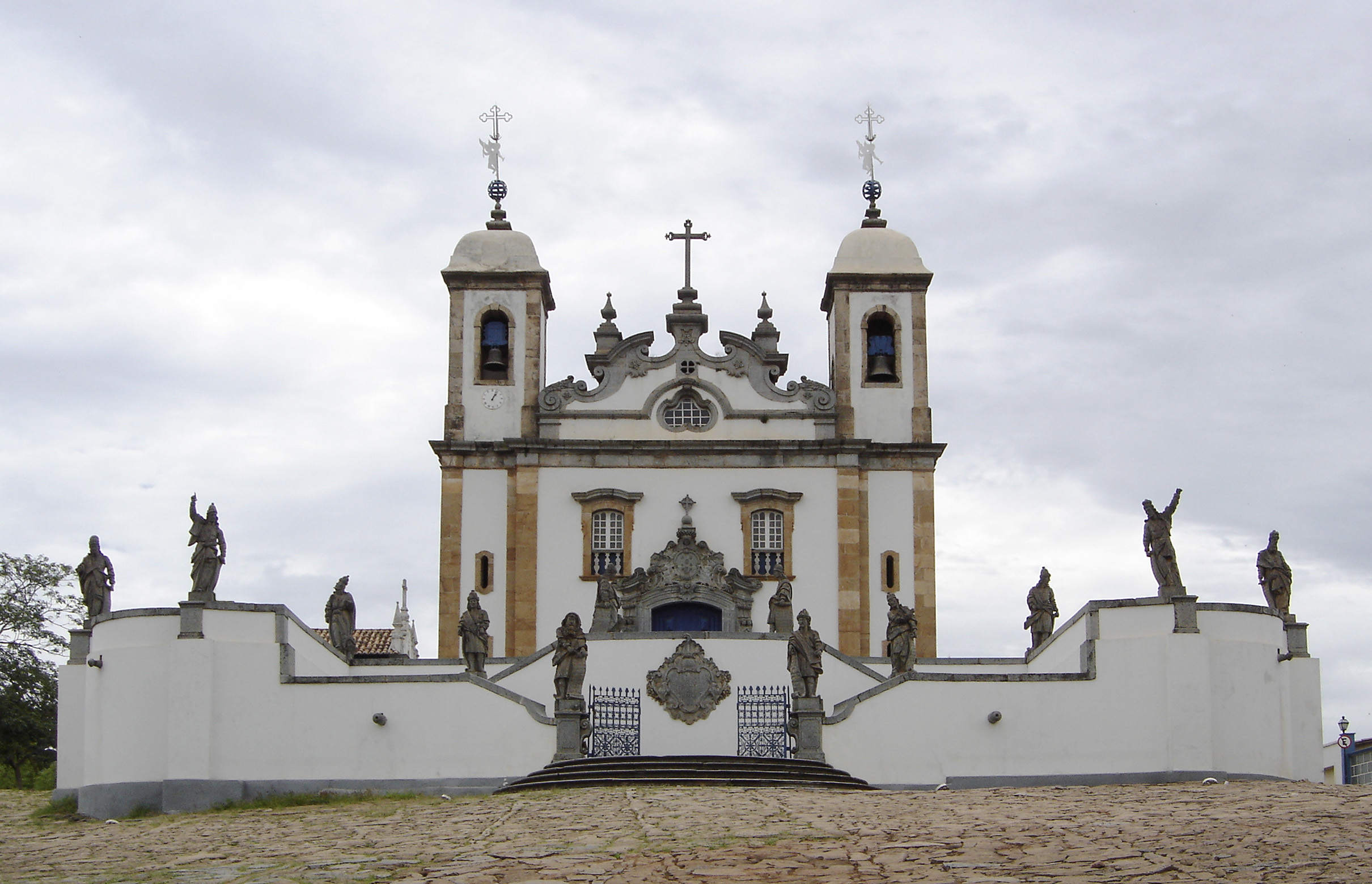
Svatostánek Bom Jesus